# Neu-Hohenschönhausen
Neu-Hohenschönhausen, Berlin-Neu-Hohenschönhausen – dzielnica (Ortsteil) Berlina w okręgu administracyjnym Lichtenberg. Od 1 października 1920 w granicach miasta.